# 長野県特別支援学校一覧
長野県特別支援学校一覧（ながのけんとくべつしえんがっこういちらん）は、長野県の特別支援学校の一覧。
注意：長野県の県立特別支援学校の正式名称は、「長野県立○○養護学校（盲学校、ろう学校）」ではなく、「長野県○○養護学校（盲学校、ろう学校）」が正しい名称です（北海道も同様）。北海道・長野県以外の他都府県のように「立」がつかないのでご注意ください。

## 国立特別支援学校
- 信州大学教育学部附属特別支援学校

## 特別支援学校（知的障害、肢体不自由、病弱教育）

### 長野市
- 長野県長野養護学校
- 長野県若槻養護学校

### 松本市
- 長野県松本養護学校
  - 長野県松本養護学校信濃学園分室（波田）
- 長野県寿台養護学校

### 須坂市
- 須坂市立須坂支援学校

### 伊那市
- 長野県伊那養護学校

### 上田市
- 長野県上田養護学校

### 小諸市
- 長野県小諸養護学校

### 飯山市
- 長野県飯山養護学校

### 千曲市
- 長野県稲荷山養護学校

### 池田町
- 長野県安曇養護学校
  - 長野県安曇養護学校あづみ野分室（安曇野市）

### 喬木村
- 長野県飯田養護学校

### 富士見町
- 長野県諏訪養護学校

### 下諏訪町
- 長野県花田養護学校

### 木曽町
- 長野県木曽養護学校

## 特別支援学校（視覚障害）

### 長野市
- 長野県長野盲学校

### 松本市
- 長野県松本盲学校

## 特別支援学校（聴覚障害）

### 長野市
- 長野県長野ろう学校

### 松本市
- 長野県松本ろう学校

## リンク
- 長野県教育委員会